# Cautès et Cautopatès
Cautès et Cautopatès sont deux personnages récurrents du culte de Mithra. Ils sont représentés en porteurs de torches ou dadophores et sont notamment présents durant la naissance de Mithra, mais aussi la tauroctonie et le banquet de Mithra et Sol, soit les représentations majeures de ce culte. Cautès porte sa torche orientée vers le haut, Cautopatès vers le bas.

## Représentations
Cautès et Cautopatès sont majoritairement représentés en tant que porteurs de torche, aussi appelés dadophores. Cautès porte une torche allumée pointée vers le haut, tandis que Cautopatès la porte pointée vers le bas. Sur certaines représentations, ils sont associés aux bergers et sont représentés avec des crosses pastorales. Sur d'autres, ils sont représentés accompagnés des symboles célestes pour Cautès : l'aigle, le foudre et la sphère au ruban et l'océan, divinité du monde aquatique et souterrain pour Cautopatès.

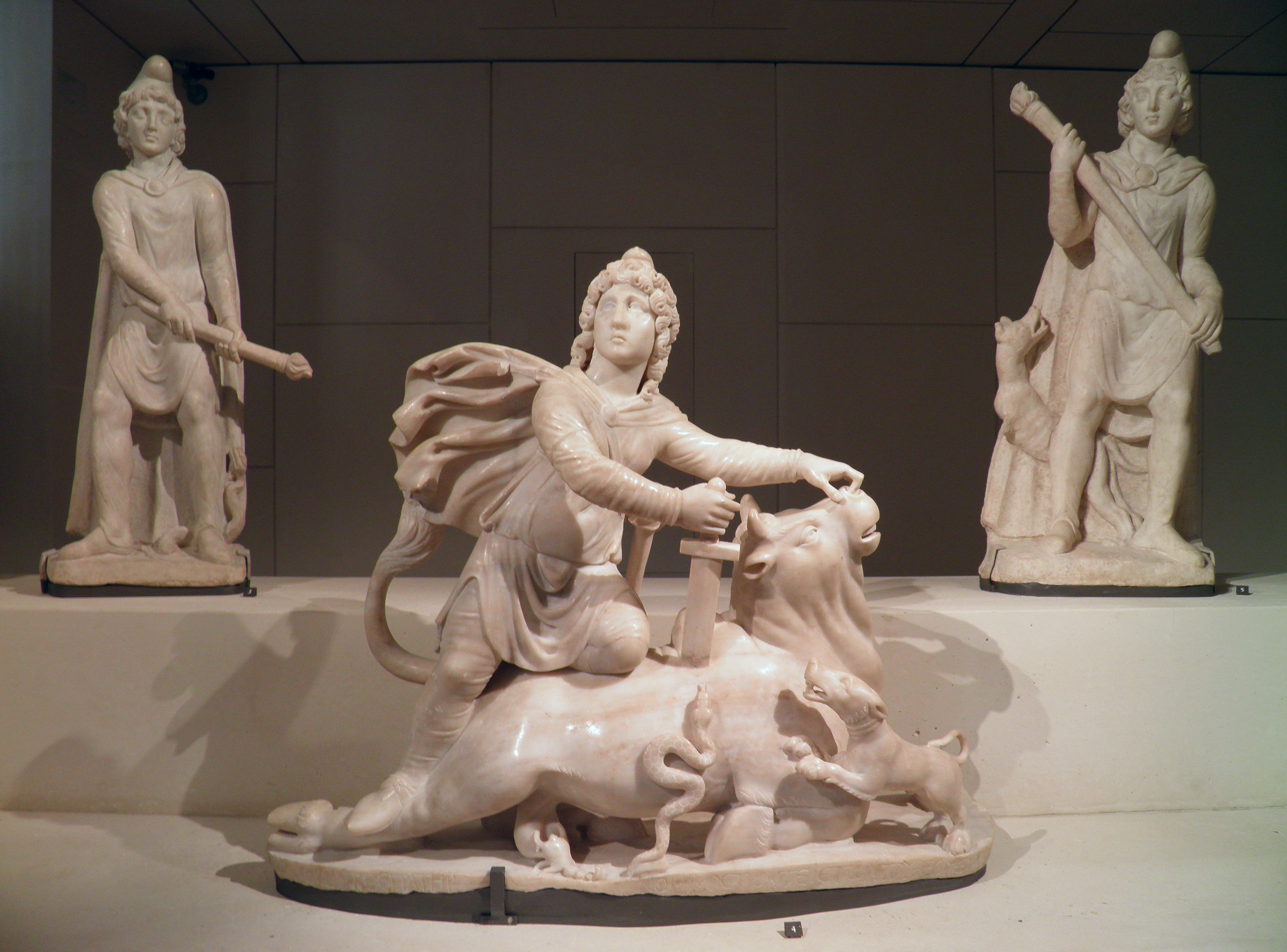
Groupe statuaire provenant du mithraeum de Sidon, représentant Mithra sacrifiant le taureau (au centre), flanqué de Cautopates (gauche) et Cautes (droite).

Tous deux sont représentés plus petits que Mithra et portent des vêtements de style perse, notamment un bonnet phrygien. Cautopatès est le plus souvent représenté sur la gauche et Cautès sur la droite.
Ils sont présents durant les différentes scènes du mythe de Mithra. On les retrouve ainsi suivant les représentations, lors de sa naissance par pétrogenèse, puis dans les scènes où Mithra sacrifie le taureau, la tauroctonie et enfin dans la scène de banquet entourant Sol et Mithra. 

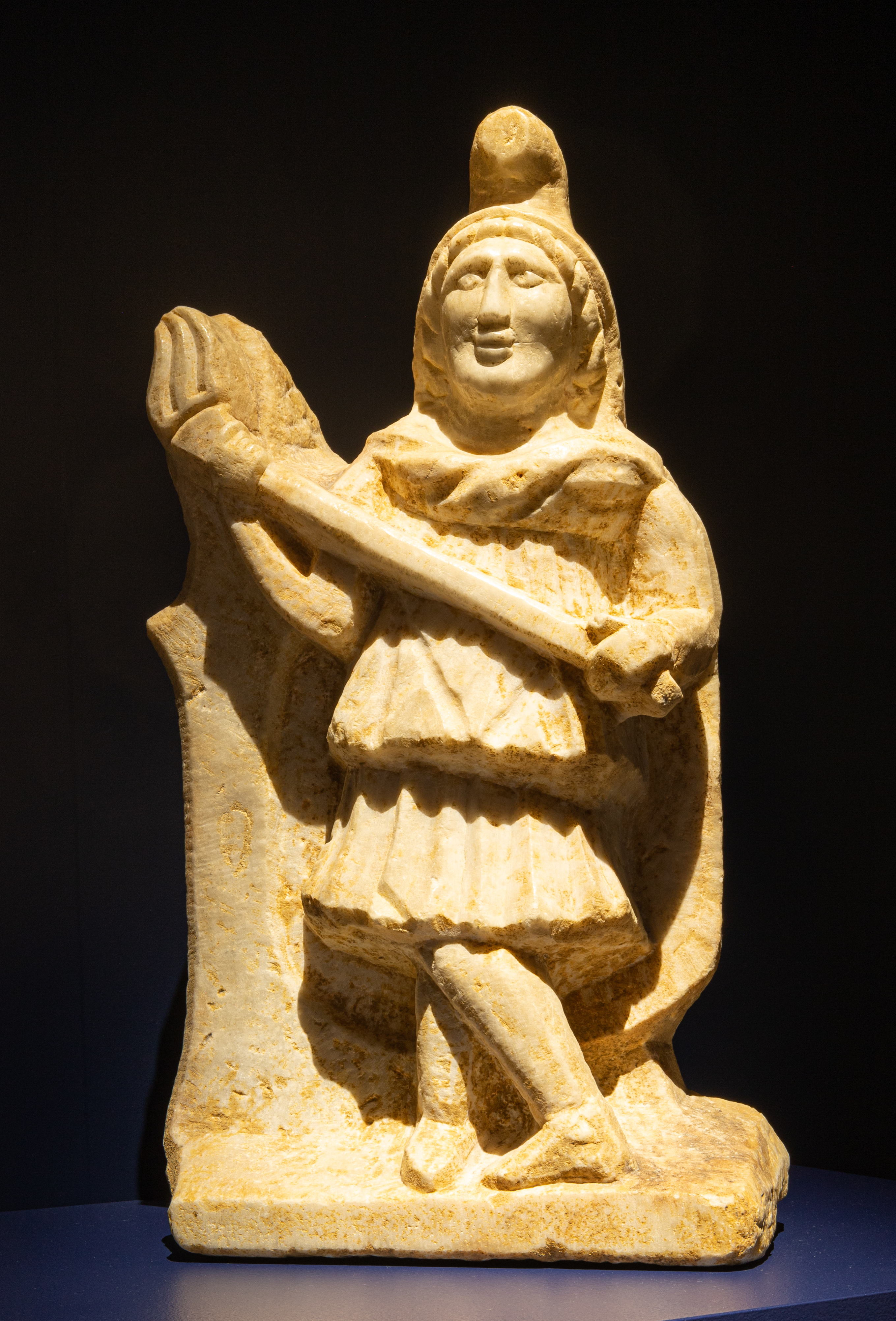
Statue de Cautès en marbre, trouvée à Eauze
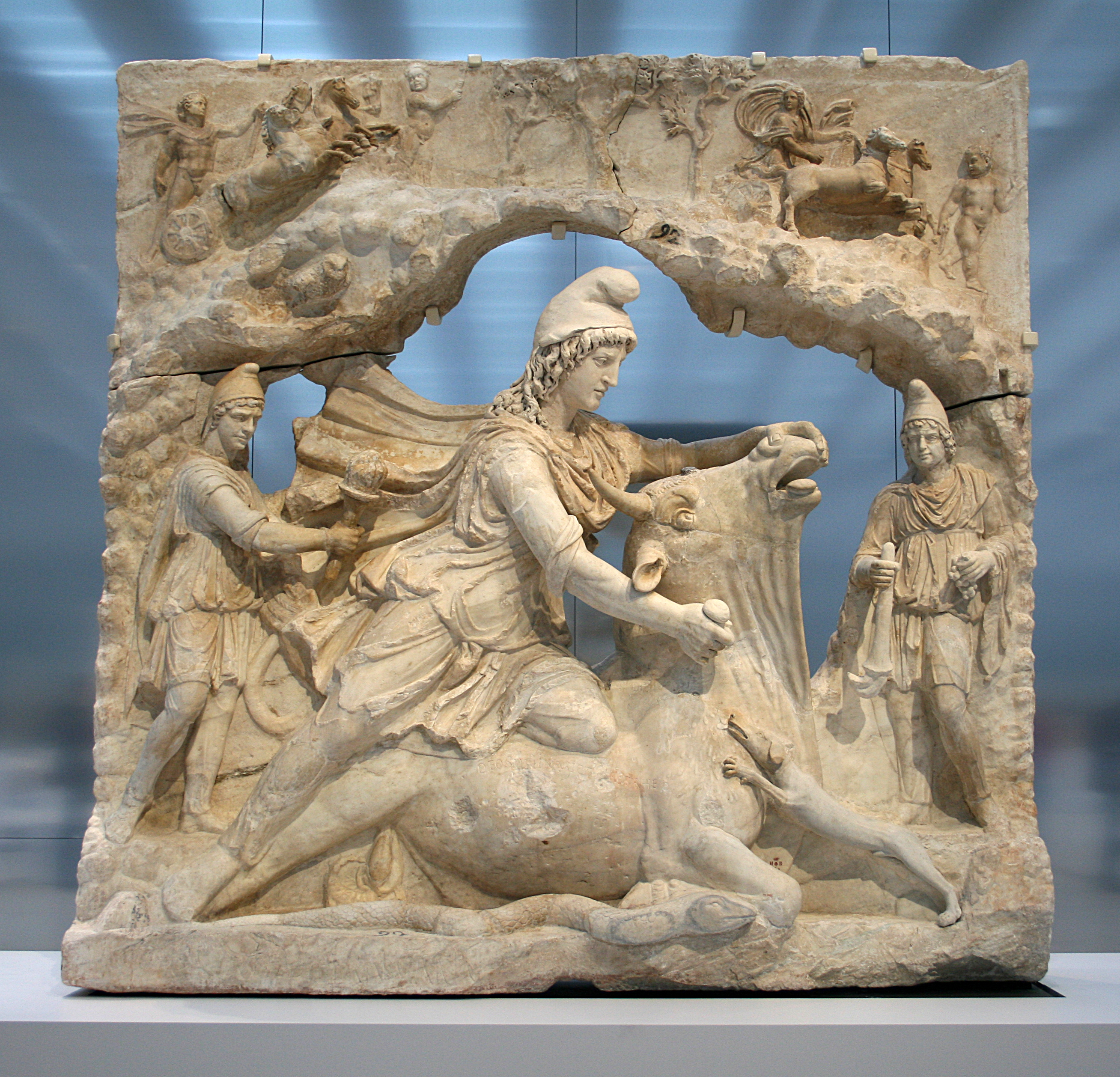
Relief représentant la tauroctonie où sont représentés Cautès et Cautopathès
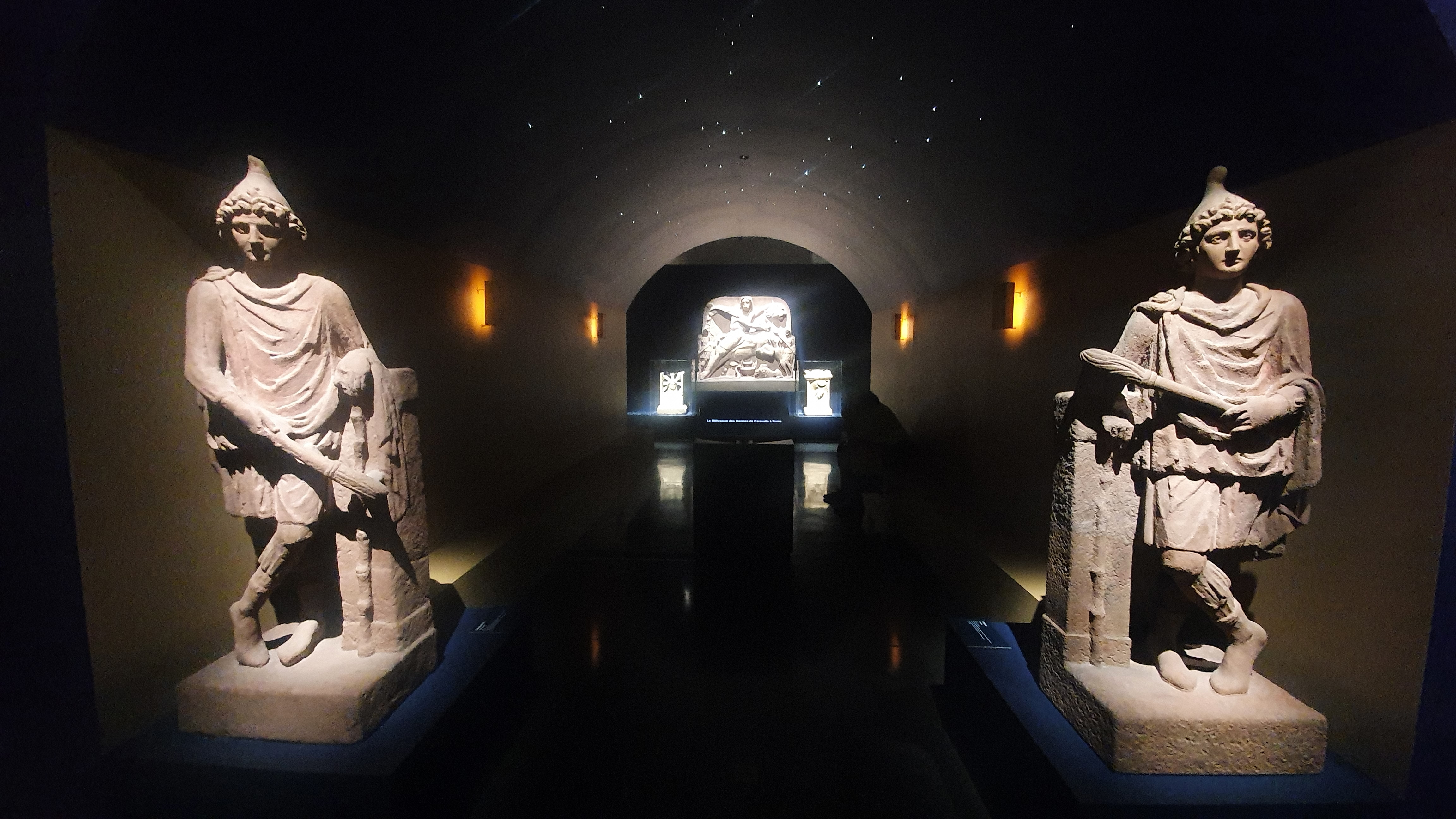
Cautès et Cautopathès à l'entrée du speleum de l'exposition Le Mystère Mithra, plongée au cœur d'un culte romain,
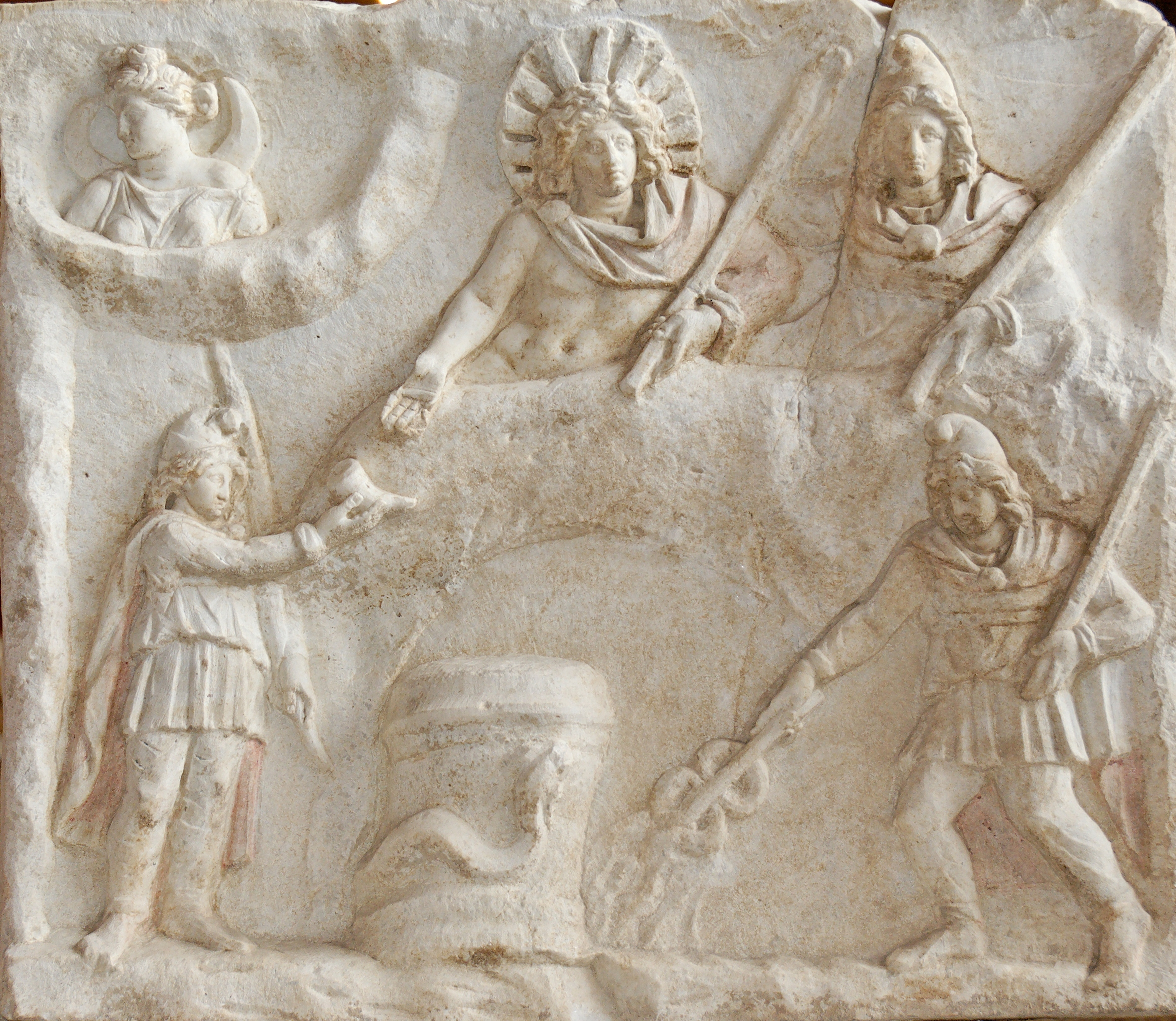
Cautès et Cautopathès au banquet de Mithra et Sol, Louvre

Ils ont été trouvés dans certains mithréums autour de l'entrée du speleum (salle de dévotion voutée), par exemple au mithréum des  Bolards, pour accueillir les adeptes et/ou au fond de cette salle sur la représentation de la tauroctonie.Cette dernière représentation est la plus courante.

## Interprétation
Dans l'iconographie mithraïque, Mithra représenterait soit le soleil, soit un ami proche du dieu solaire Hélios ou Sol Invictus. Cautès et Cautopatès sont souvent interprétés comme des symboles lumineux, l'un pour le soleil levant, l'autre pour le soleil couchant,. Cautopatès pourrait également représenter la mort et Cautès une nouvelle vie.